# Bruno Loerzer
Bruno Loerzer (Berlino, 22 gennaio 1891 – Amburgo, 23 agosto 1960) è stato un generale e aviatore tedesco.
Asso dell'Aviazione tedesca  durante la prima guerra mondiale (44 vittorie), mentre durante la seconda guerra mondiale partecipò alla battaglia di Francia (maggio-giugno 1940) e all'Operazione Barbarossa nel giugno-luglio 1941 al comando del II Fliegerkorps. Decorato con la Croce di Cavaliere della Croce di Ferro, della Croce di Cavaliere dell'Ordine di Hohenzollern con spade e della Croce di Cavaliere dell'Ordine Pour le Mérite. Menzionato nel Wehrmachtbericht emesso dall'Oberkommando der Wehrmacht del 7 agosto 1941.

## Biografia

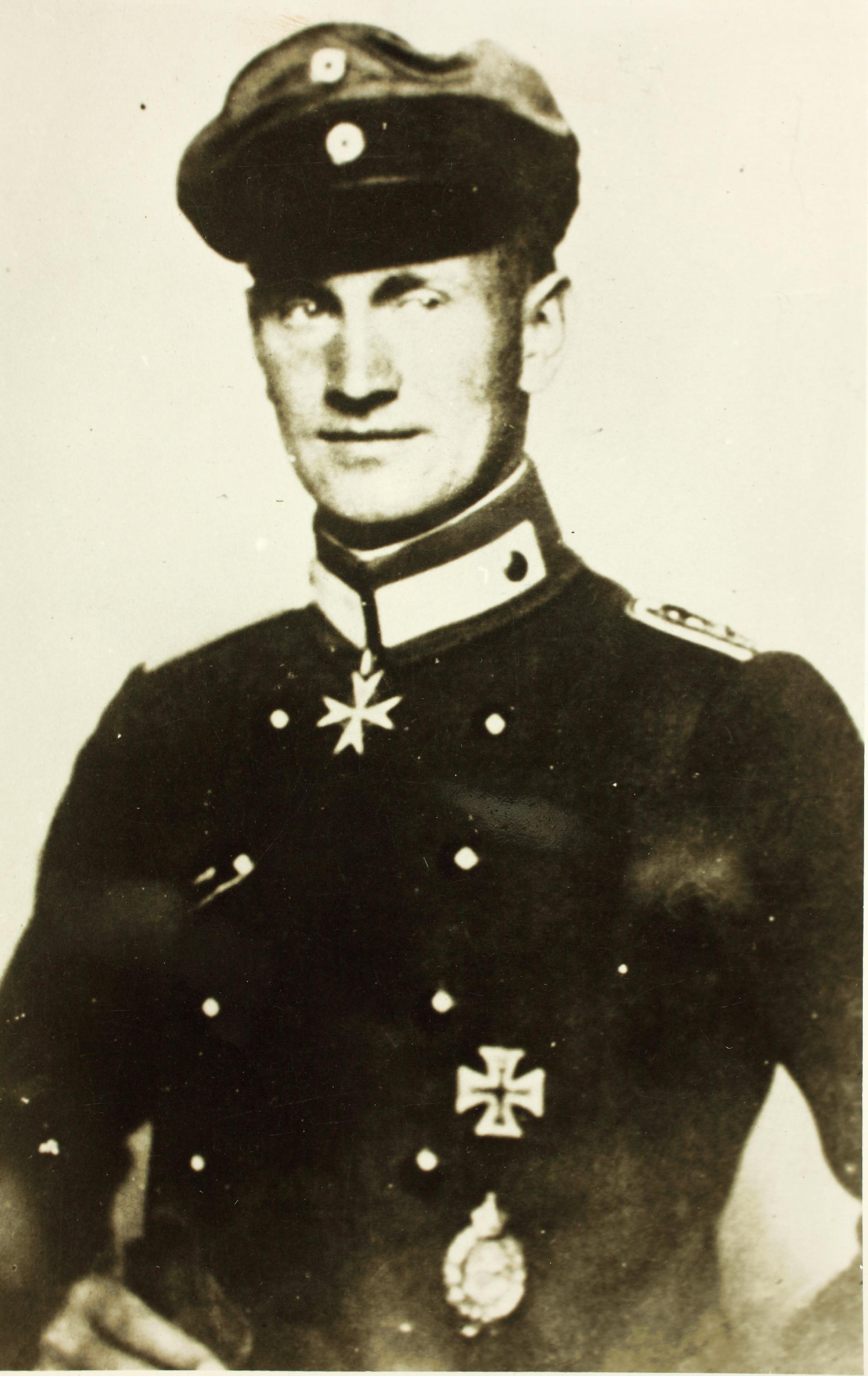
Loerzer durante la prima guerra mondiale.

Nacque a Berlino il 22 gennaio 1891, e si arruolò nell'esercito prussiano il 13 settembre 1911, assegnato dapprima cadetto al 112º Reggimento di fanteria "Prinz Wilhelm" del Baden e poi entrando presso l'Accademia di guerra di Potsdam. Divenuto tenente nel 1913, si appassionò al mondo dell'aviazione e, nell'agosto 1914, dopo lo scoppio della prima guerra mondiale, conseguì il brevetto di pilota. Durante le fasi iniziali del conflitto eseguì missioni di ricognizione dapprima da solo, e poi in coppia con l'osservatore Hermann Göring con cui volò dal 28 ottobre 1914 fino al giugno 1915. Trasferito ai reparti da caccia nel corso del 1915, al termine dell'addestramento fu inviato a KekJametz, dove conseguì la sua prima vittoria aerea il 1 marzo 1916 volando a bordo di un Fokker Eindecker. Assegnato alla Jagdstaffel 5, alla fine dell'anno passò in forza alla Jagdstaffel 17, prima di passare, il 18 gennaio 1917, al comando della Jagdstaffel 26 con già due abbattimenti al suo attivo.

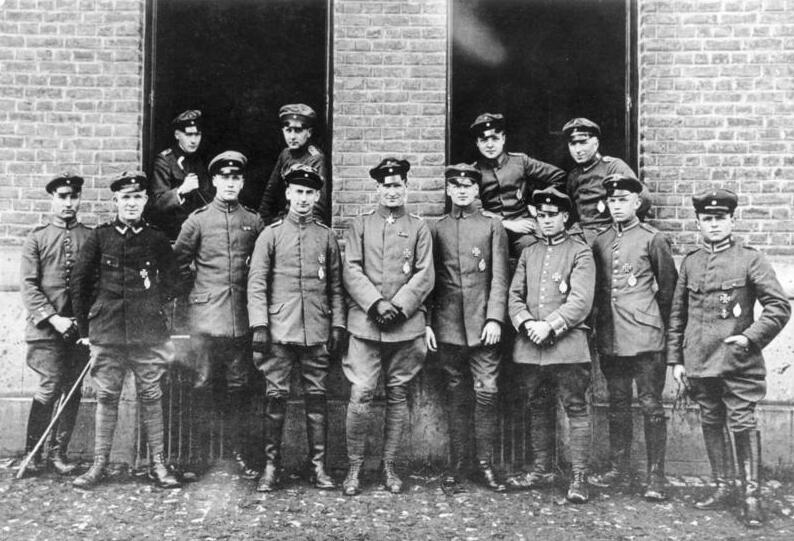
Membri della Jagdstaffel 26 ritratti nel 1918. Da sinistra a destra, Buder, Klassen, Riemer, Zogmann, Weiß (z.b.V.), Fritz Loerzer, Bruno Loerzer {in mezzo}, Mar; a destra Fritz Beckhardt.

Entro la fine di quel mese assunse il comando dell'appena costituito Jagdgeschwader III, formato dalle Jagdstaffel "Boelcke", 26 27 e 36. il terzo dei famosi "circhi volanti " tedeschi ad essere costituito. Con il precipitare della situazione bellica tedesca, sempre assistito dal fedele gregario e aiutante di campo Hermann Dahlmann, si dimostrò un comandante di successo. Lo JG III, assegnato alla protezione della XII Armee, ed equipaggiato con i nuovi caccia Fokker D.VII, inflisse pesanti perdite alle formazioni Alleate durante l'estate del 1918, ed egli conseguì ulteriori 10 vittorie nel mese di settembre, arrivando ad un totale di 44. Il 10 ottobre, poco prima della firma dell'armistizio di Compiègne fu promosso al grado di Hauptmann.
Dopo la fine del conflitto, tra il dicembre 1918 e il marzo 1920 militò nei Freikorps, le formazioni militari anticomuniste, contribuendo a creare un clima di caos e illegalità nella Germania. Nell'area dei paesi baltici comandò la squadriglia FA 427, operando in supporto alla Eiserne Division nel ruolo di supporto tattico. La sua domanda per entrare nella Reichswehr, l'esercito della Repubblica di Weimar, fu respinta, e quindi assunse l'incarico di direttore di un'associazione tedesca dei proprietari di velivoli (Reichsverbandes Luftfahrzeughalter). 
Nel 1925 vinse il giro aereo di Germania, Gruppo A, volando a bordo di un velivolo Klemm-Daimler L 21.
Nel corso degli anni Trenta del XX secolo, con l'avvento al potere del Partito Nazionalsocialista, nel 1933 assunse la presidenza dell'associazione paramilitare Deutschen Luftsportverbandes e, poi, di quella sportiva Reichsluftsport. Nel 1935, dopo la denuncia del trattato di Versailles, e l'inizio del riarmo tedesco, rientrò in servizio attivo nella neocostituita Luftwaffe con il rango di Oberst.

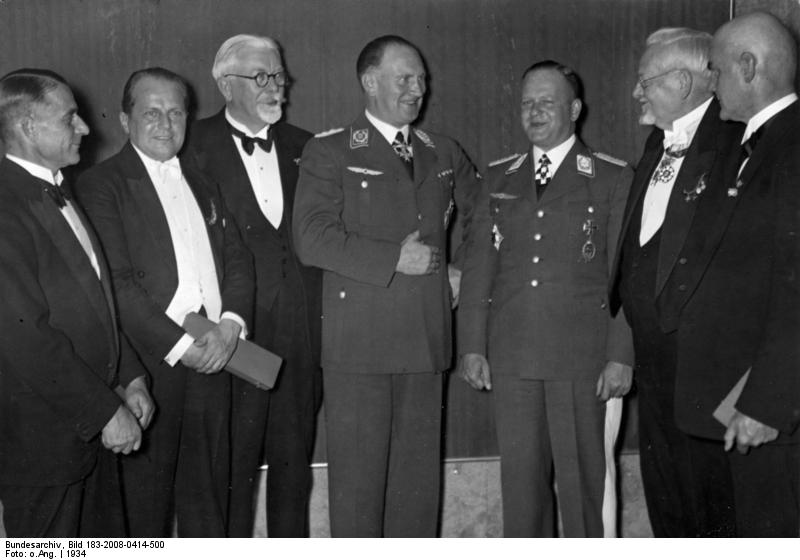
Bruno Loerzer (quarto da sinistra) in mezzo ad altri piloti (1934).

Nel marzo 1937 assunse il comando, con il grado di Commodoro, dello Jagdgeschwader 53, mantenendolo fino al marzo dell'anno seguente quando fu promosso Generalmajor e nominato Ispettore della caccia (Inspekteur der Jagdflieger). Il 1 marzo 1939 fu nominato comandante della II Flieger-Division, che il 1 ottobre dello stesso anno, dopo lo scoppio della seconda guerra mondiale, fu trasformato nel II Fliegerkorps, alla cui testa, nel maggio 1940, prese parte alla campagna di Francia, al termine della quale fu insignito della Ritterkreuz des Eisernen Kreuzes. 
Nell'estate del 1941 il II Fliegerkorps partecipò all'invasione dell'Unione Sovietica (Operazione Barbarossa), assegnato alla II Luftflotte del generale Albert Kesselring, ed operante in supporto alle forze del Feldmaresciallo Fedor von Bock. 
Nel mese di ottobre la II Luftflotte venne trasferita a Messina, in Sicilia (Italia), dove rimase fino alla metà del 1943, quando il II Fliegerkorps si posizionò sulla penisola italiana. Promosso Generaloberst nel febbraio 1943, nel giugno dell'anno seguente assunse la direzione del personale e degli armamenti della Luftwaffe. Lasciò tale incarico il 20 dicembre 1944, passando alla riserva, per ritirarsi definitivamente a vita privata il 29 aprile 1945. Si spense ad Amburgo il 23 settembre 1960.

## Onorificenze
- Flugzeugführer- und Beobachterabzeichen in oro e diamanti

### Annotazioni
1. ↑  Già suo amico quando entrambi prestavano servizio nel 112º Reggimento di fanteria, a quell'epoca Göring rischiava di essere sottoposto a corte marziale per essere entrato in contrasto con il comando del reggimento.
2. ↑  Nell'elenco degli assi del reparto vi figurava anche suo fratello Fritz che conseguì 11 vittorie.

### Fonti
1. 1 2 3  In Memoriam, Der Spiegel n.36, 1960.
2. 1 2 3 4 5 6 7 8  Franks, Bailey, West, 1993, p. 156.
3. 1 2 3 4 5  Imrie 1978, p. 9.
4. ↑  Imrie 1978, p. 11.
5. ↑  Karlheinz Kenns, Historische deutsche Flugzeuge bis 1945, pag. 36-41
6. ↑  Scherzer 2007, p. 512.
7. ↑  Fellgiebel 2000, p. 295.